# アボミネーションズ・オブ・ディソレーション
『アボミネーションズ・オブ・ディソレーション』（Abominations of Desolation）は、フロリダ州のデスメタル・バンド、モービッド・エンジェルによるデモ・アルバム。もともとは1986年5月に録音されたものだが、完成度に対する不満のため、リリースされなかった。これらの録音は、1991年にイヤーエイク・レコードによりリリースされた。
ほとんどの曲が再録音され、モービッド・エンジェルの後のアルバムに収録された。「Chapel of Ghouls」「Lord of All Fevers and Plague」「Welcome to Hell」（後の「Evil Spells」）は、アルバム『狂える聖壇』に収録されている。また、「Unholy Blasphemies」「Abominations」「Azagthoth」（後の「The Ancient Ones」)は、アルバム『病魔を崇めよ』に収録されている。「Angel of Disease」はアルバム『カヴァナント』のために再録音され、最後に、「Hell Spawn」が「Hellspawn：The Rebirth」としてアルバム『フォーミュラス・フェイタル・トゥ・ザ・フレッシュ』に収録された。2020年現在、「Demon Seed」は、アルバムに再録音されていない唯一の曲である。

## 収録曲
| #  | タイトル                                                                                                  | 作詞 | 作曲・編曲 | 時間 |
| -- | --- | ---- | ---------- | ---- |
| 1. | 「The Invocation/Chapel of Ghouls」(『狂える聖壇』に収録)                                                 |      |            | 7:11 |
| 2. | 「Unholy Blasphemies」(『病魔を崇めよ』に収録)                                                            |      |            | 4:00 |
| 3. | 「Angel of Disease」(『カヴァナント』に収録)                                                              |      |            | 5:35 |
| 4. | 「Azagthoth」(後の「The Ancient Ones」、『病魔を崇めよ』に収録)                                           |      |            | 5:49 |
| 5. | 「The Gate/Lord of All Fevers」(後の「Lord of All Fevers and Plague」、『狂える聖壇』に収録)              |      |            | 5:55 |
| 6. | 「Hell Spawn」(後の「Hellspawn:The Rebirth」、『フォーミュラス・フェイタル・トゥ・ザ・フレッシュ』に収録) |      |            | 2:32 |
| 7. | 「Abominations」(『病魔を崇めよ』に収録)                                                                  |      |            | 4:20 |
| 8. | 「Demon Seed」                                                                                            |      |            | 2:12 |
| 9. | 「Welcome to Hell」(後の「Evil Spells」、『狂える聖壇』に収録)                                            |      |            | 4:56 |

## 参加メンバー
- マイク・ブラウニング - ボーカル、ドラム
- トレイ・アザトース - ギター
- リチャード・ブルーネル - ギター
- ジョン・オルテガ - ベース